# ألين برادلي
ألين برادلي (بالإنجليزية: Allen Bradley)‏ هو شخصية أعمال ومحامي وسياسي أمريكي، ولد في 25 يوليو 1951 بديرايدر في الولايات المتحدة. حزبياً، نشط في الحزب الديمقراطي والحزب الجمهوري. وقد انتخب عضو مجلس نواب لويزيانا.